# Candace Owens

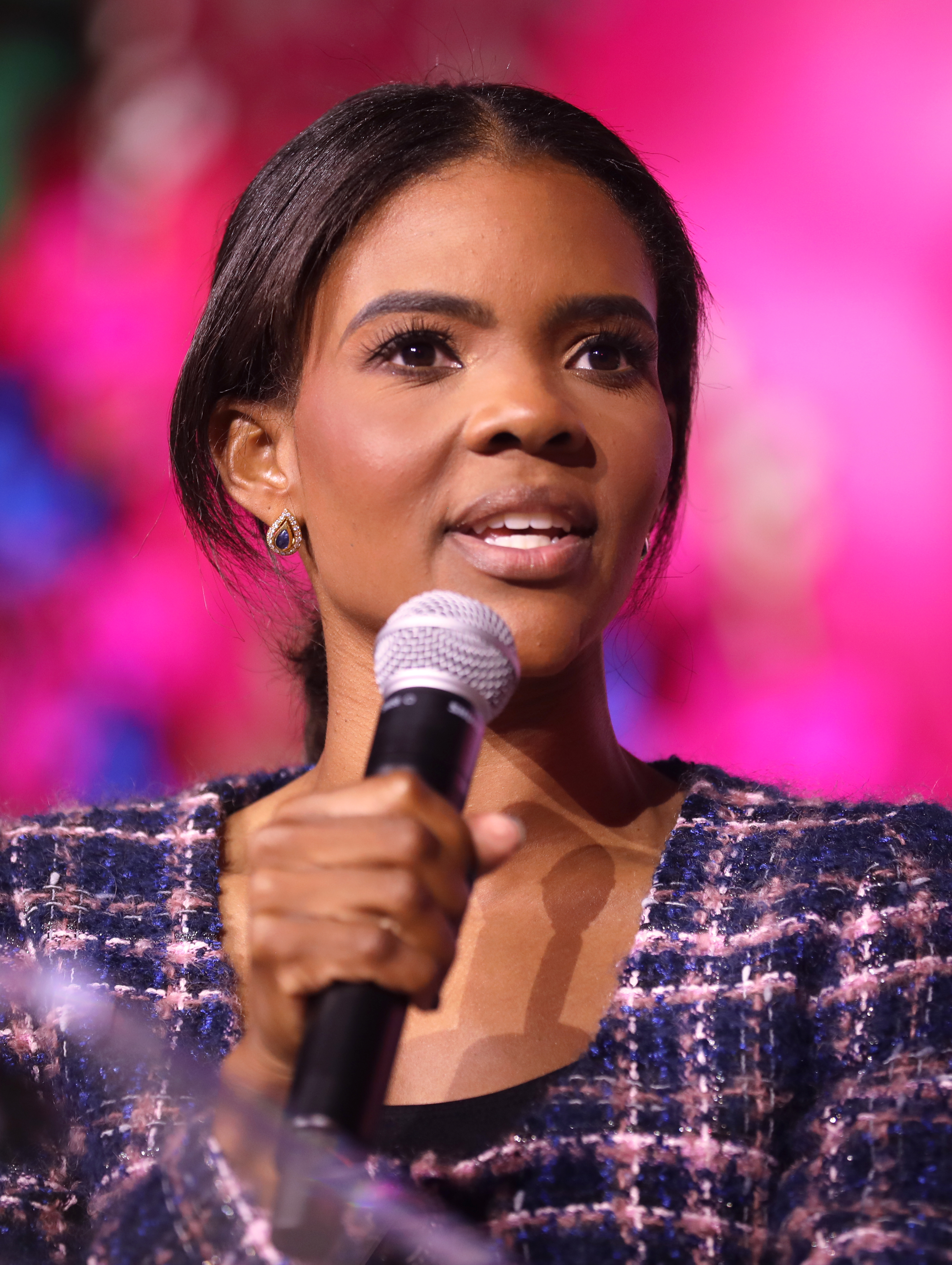
Candace Owens (2024)

Candace Amber Owens Farmer (* 29. April 1989 in Stamford, Connecticut) ist eine US-amerikanische politische Aktivistin und politische Kommentatorin. Sie wird weithin dem rechtskonservativen bzw. rechtspopulistischen Spektrum zugerechnet. Von 2017 bis 2019 war sie verantwortlich für die Kommunikation der rechten Organisation Turning Point USA, anschließend verbreitete sie ihre Positionen von 2019 bis 2024 bei der Plattform The Daily Wire, um sich schließlich 2024 mit einem eigenen Kanal selbständig zu machen. Sie wurde bekannt durch ihre Kritik an der Black-Lives-Matter-Bewegung sowie als Vertreterin der Position, die afroamerikanische Bevölkerung solle sich von der Demokratischen Partei abwenden (die Afroamerikaner traditionell mehrheitlich wählen). Sie war lange Zeit eine exponierte Unterstützerin von Donald Trump und der MAGA-Bewegung.
Große Aufmerksamkeit, auch außerhalb der USA, erregte sie durch stark provokative Positionen und Thesen, die sie als Kommentatorin verbreitet hat, wobei ihr vielfach vorgeworfen wird, wider besseres Wissen falsche, für politische Gegner kränkende oder diffamierende, Behauptungen zu verbreiten.

## Leben
Candace Owens wuchs in Stamford (Connecticut) auf, wo sie nach der Scheidung ihrer Eltern von ihren Großeltern großgezogen wurde. Während ihres letzten Jahres an der High School (2007) erhielt sie rassistische Telefonanrufe einschließlich Morddrohungen, die zu einem Auto zurückverfolgt werden konnten, in dem der Sohn des Bürgermeisters anwesend war. Owens’ Familie verklagte die Schulverwaltung, weil die Stadt ihre Rechte nicht geschützt habe, woraufhin ihr 37.500 US-Dollar Schadensersatz zugesprochen wurden.
Owens studierte Journalismus an der University of Rhode Island, verließ aber nach dem vorletzten Studienjahr die Universität. Danach arbeitete sie für die Zeitschrift Vogue und ab 2012 vier Jahre bei einem Private-Equity-Unternehmen.
2016 machte Owens die Website SocialAutopsy.com öffentlich, über die Cyber-Mobbing bekämpft werden sollte, indem die Urheber von beleidigenden bzw. drohenden Mitteilungen ausfindig gemacht werden. Owens startete eine Crowdfunding-Kampagne auf Kickstarter.com für das Projekt, die jedoch schnell eine Kontroverse auslöste. Personen verschiedenster politischer Gruppierungen machten geltend, dass SocialAutopsy.com über das Doxing von Nutzern deren Privatsphäre verletze. Kritiker der Website veröffentlichten Owens’ private Informationen, wofür Owens die Personen des linken Spektrums verantwortlich machte, die zeitgleich in die GamerGate-Kontroverse über Sexismus in Videospielen involviert waren. Dies brachte ihr wiederum Unterstützung durch deren konservative Gegenspieler ein, darunter Milo Yiannopoulous und Mike Cernovich, zwei weit rechts stehende politische Kommentatoren. Das beeinflusste Owens, sich selbst den Konservativen zuzuwenden. Letztlich löschte Kickstarter die Crowdfunding-Kampagne, und SocialAutopsy.com konnte nie seinen eigentlichen Zweck erfüllen.
2017 begann Owens, auf ihrem YouTube-Kanal Red-Pill-Black-Videos zu veröffentlichen, in denen sie Liberale und Linke kritisiert und afroamerikanischen Konservativismus bewirbt. Taking the red pill, auf Deutsch das „Nehmen der roten Pille“, ist eine bei Konservativen beliebte Metapher für das Lossagen von linken Narrativen, die sie unhinterfragt glaubten. Als schwarze Frau, die offen konservative Ansichten vertritt und Präsident Trump unterstützt, hatte sie ein Alleinstellungsmerkmal, was ihr in konservativen Kreisen schnell zu Bekanntheit verhalf. Schon am 21. November 2017 verkündete der Gründer der rechtsgerichteten Organisation Turning Point USA Charlie Kirk, während die Organisation mit Rassismusvorwürfen konfrontiert war, dass Owens Leiterin für städtisches Engagement werde. Sie war von 2017 bis zum Mai 2019 bei der Organisation Leiterin für Kommunikation.
Einem größeren Publikum wurde Owens bekannt, als der afroamerikanische Rapper Kanye West im April 2018 auf Twitter bekannt gab, ihre Ansichten zu befürworten.
Im Mai 2018 bezeichnete US-Präsident Trump sie schließlich als „sehr kluge Denkerin“, die einen „großen Einfluss“ auf die US-amerikanische Politik habe.
Im Oktober 2018 initiierte Owens die Blexit-Kampagne. Blexit ist ein an den Begriff „Brexit“ angelehntes Kofferwort aus black (deutsch: schwarz) und exit (deutsch: Ausstieg).
Ziel der Kampagne ist es, Afroamerikaner zu ermutigen, der demokratischen Partei zu entsagen und sich stattdessen als Republikaner zu registrieren. Owens kündigte an, dass Kanye West Merchandise für die Bewegung designt habe.
West widersprach dem jedoch; er wolle nicht mit Blexit assoziiert werden und sei benutzt worden, um Botschaften zu verbreiten, an die er nicht glaube. Owens entschuldigte sich daraufhin bei West. Eine Analyse zeigt, dass Twitter-Accounts, die sonst russische Propaganda verbreiten, direkt nach Bekanntgabe der Kampagne 16 % aller Tweets zu Blexit veröffentlichten.

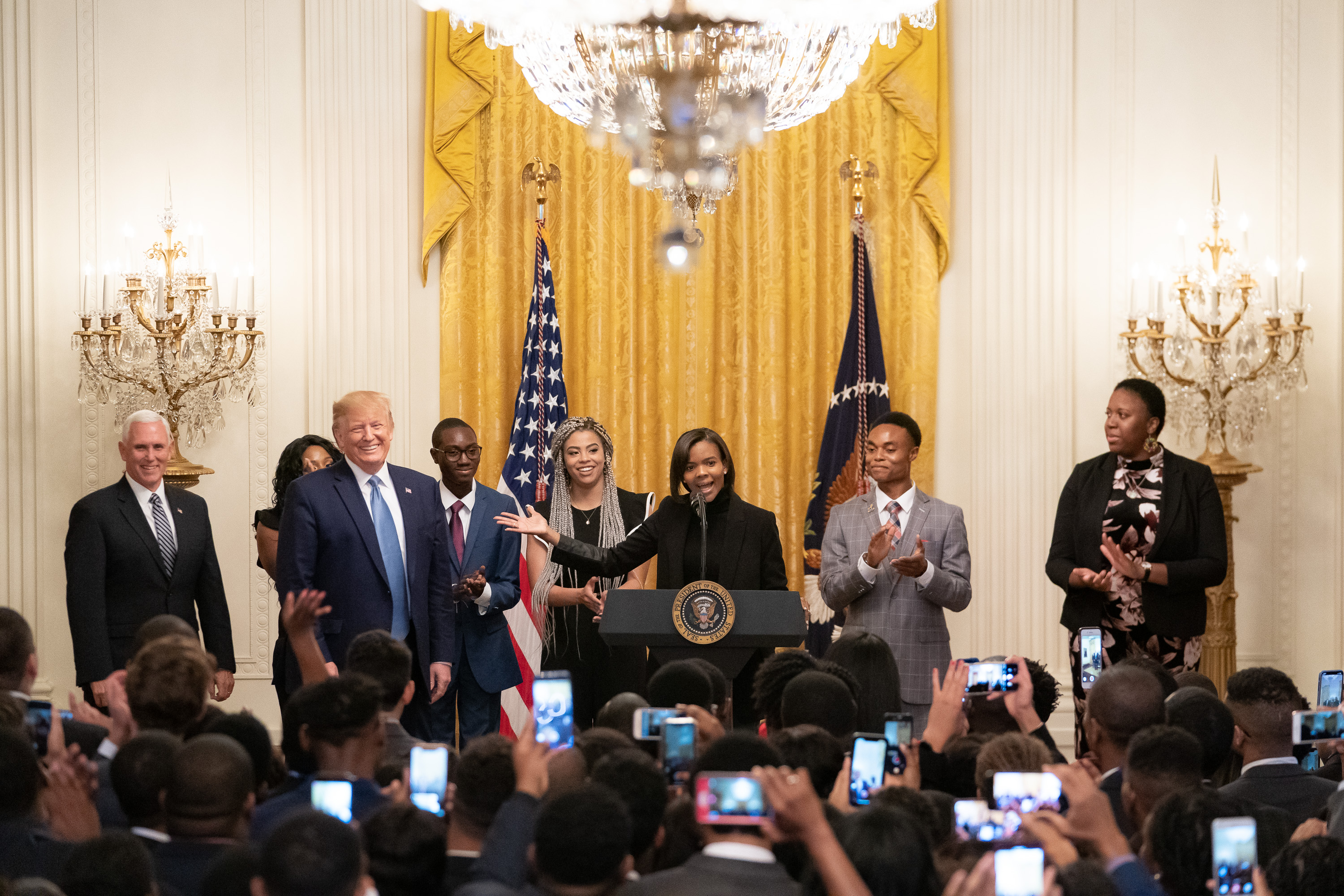
Owens 2019 bei der Young Black Leadership Summit im Weißen Haus mit Präsident Trump

Am 9. April 2019 sagte Owens auf Einladung republikanischer Politiker im House Judiciary Committee aus, einem ständigen Ausschuss des US-Repräsentantenhauses. Thema der Anhörung waren Hasskriminalität und der Einfluss weißer Nationalisten und ihrer Ideologie in den USA. Owens bezeichnete diese Themensetzung jedoch als irreführend; tatsächlich gehe es den Demokraten nur um „Angstmacherei, Macht und Kontrolle“ (fear-mongering, power and control) durch die Zensur abweichender Meinungen. Für Aufsehen sorgte insbesondere, dass der demokratische Politiker Ted Lieu sie mit einer Tonaufnahme konfrontierte, in der sie angeblich Adolf Hitler verharmloste.
Owens trat als Kommentatorin unter anderem beim US-Fernsehsender Fox News und in der Webshow von InfoWars, einem Onlineportal für Verschwörungstheorien, auf. Für die konservative Organisation PragerU moderiert sie ab März 2019 die Talkshow The Candace Owens Show. Im April 2020 kündigte Owens an, in der Zukunft ein politisches Amt anzustreben, entweder das einer Gouverneurin oder einer Senatorin.
Am 6. Februar 2021 gab sie per Twitter bekannt, „sie liebe Amerika und denke daran, für die US-Präsidentschaft zu kandidieren“. Bei ihrem Twitter-Konto nutzt sie dasselbe Namensmuster wie Donald Trump, indem ein „Real-“ vor den eigenen Namen gestellt wird, was für Echtheit bürgen soll. Owens wechselte 2021 zu der rechtskonservativen Medienorganisation The Daily Wire von Ben Shapiro und moderierte die politische Talkshow Candace. Im März 2024 wurde sie nach einer Reihe von antisemitischen Kommentaren und monatelangen Spannungen mit Ben Shapiro und anderen Mitarbeitern von Daily Wire entlassen.

## Positionen

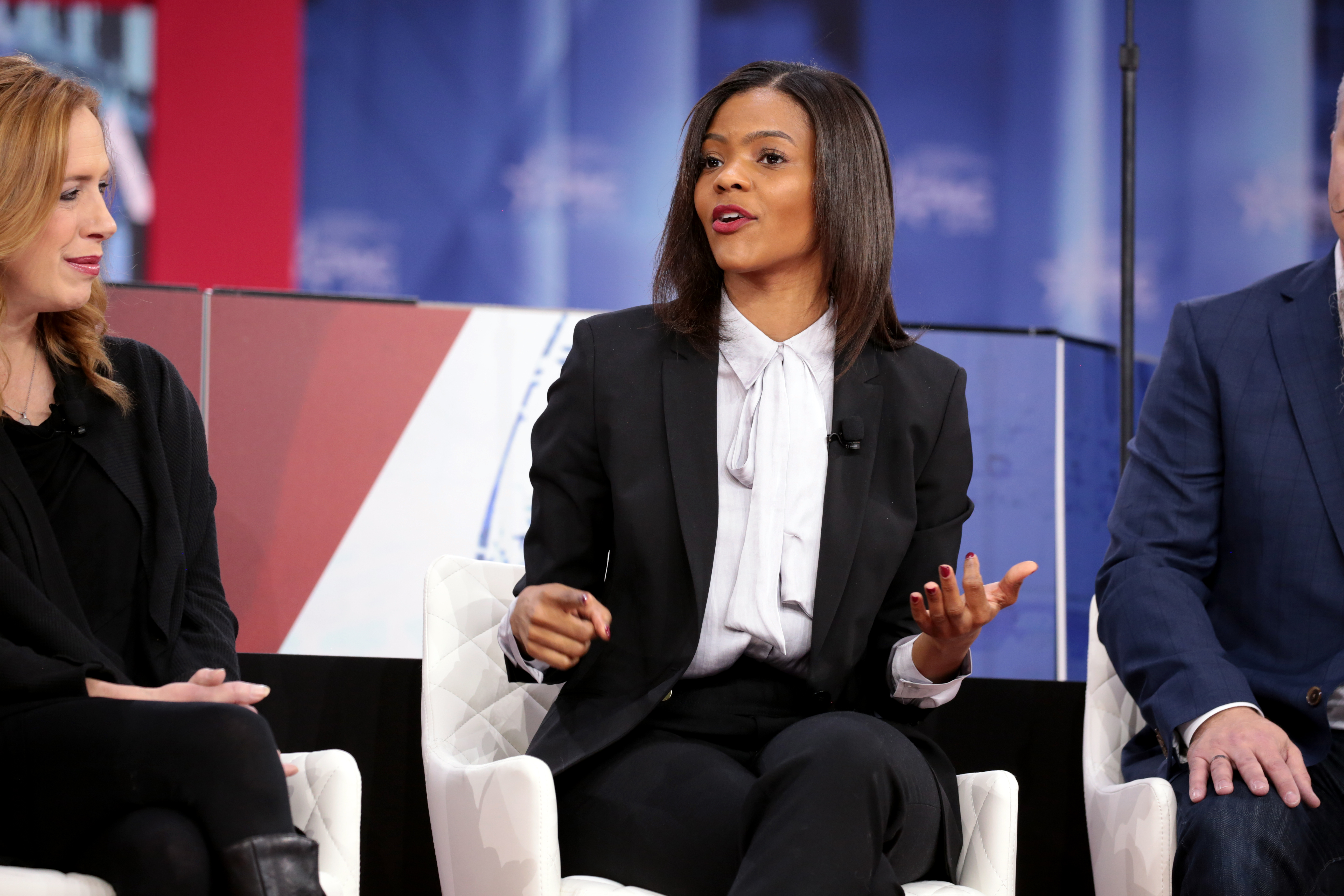
Candace Owens 2018 bei der Conservative Political Action Conference (CPAC) in National Harbor, Maryland

Nach eigener Aussage war Owens bis 2015 nicht an Politik interessiert. In einer Kolumne ihres mittlerweile aufgegebenen Blogs Degree180 sprach sie sich 2015 gegen die konservativen Politiker der Tea-Party-Bewegung aus. In Gastbeiträgen auf ihrem Blog wurde Donald Trump während des Präsidentschaftswahlkampfs verächtlich gemacht. Popularität erlangte Owens jedoch erst, als sie sich von diesen Positionen lossagte und im Juli 2017 in einem auf Youtube veröffentlichten Video ihr „Coming-out“ als Konservative feierte. Seitdem vermarktet sie sich als konservative Unterstützerin des US-Präsidenten Trump, den sie unter anderem als „Retter“ der westlichen Welt bezeichnete. Sie gestand, zuvor nie gewählt zu haben, zu den Midterm-Wahlen 2018 aber erstmals als registrierte Republikanerin abgestimmt zu haben.
Insgesamt wird Owens als ultrakonservativ, weit rechts oder gar als Vertreterin der Alt-Right eingeordnet, wobei sie letztere Bezeichnungen für sich ablehnt.
Für Owens sei der russische Überfall auf die Ukraine 2022 ein weiteres Spektakel „austauschbarer Pantomime-Bösewichte“, welche angeblich eine „undefinierte, aber zwangsläufig perverse Realität“ vor der Öffentlichkeit zu verbergen trachteten, so der Rolling Stone. Sie unterstütze den russischen Präsidenten Putin und zöge ihr rechtes Publikum in eine verwirrende Welt der Verschwörungen, welche der Propagandarealität des Kremls nachempfunden sei, sowohl faktisch als auch insbesondere im Geiste.

### Afroamerikanische Bevölkerung der USA
Wichtigstes Thema von Owens’ Aktivismus ist die afroamerikanische Bevölkerung der USA. Owens zufolge hat sich bei dieser eine „Sklavenmentalität“ bzw. „Opfermentalität“ herausgebildet, die von der demokratischen Partei, welche Owens als „Plantage“ (plantation) bezeichnet, ausgenutzt werde. Anstatt sich auf die Zukunft zu konzentrieren, würden Schwarze sich zu sehr auf die in der Vergangenheit liegende Sklaverei fokussieren. Die demokratische Partei würde den Mythos schaffen und aufrechterhalten, dass die Republikaner rassistisch gegenüber Schwarzen seien, und die afroamerikanischen Wähler so einer „Gehirnwäsche unterziehen“, damit sie mehrheitlich für Demokraten stimmten.
Tatsächlich sei aber die demokratische Partei historisch die rassistischere der beiden Parteien gewesen. Dass es der schwarzen Bevölkerung der USA heute ökonomisch schlechter gehe als in den 1950er Jahren zur Zeit der Jim-Crow-Gesetze – eine Behauptung von Owens, die infrage gestellt wird –, sei darauf zurückzuführen, dass sie seitdem durchgängig Demokraten gewählt hätten. Auch die steigende Anzahl gewählter afroamerikanischer Politiker bringe die Anliegen der Schwarzen nicht voran.
In ihrer Anhörung vor dem Justizausschuss des US-Repräsentantenhauses bezeichnete Owens die sogenannte Southern Strategy (deutsch etwa: Südstaaten-Strategie) als „Mythos“. Sie negierte damit, dass die republikanische Partei nach der Bürgerrechtsbewegung der 1960er-Jahre gezielt an die rassistischen Einstellungen vieler weißer Demokraten-Wähler in den Südstaaten appelliert hatte, um ihre Zustimmung zu gewinnen.
Insbesondere die Black-Lives-Matter-Bewegung, die sich gegen Polizeigewalt gegenüber Schwarzen engagiert, sei eine Vereinigung „weinerlicher Kleinkinder“, die nur vorgeben würden, unterdrückt zu sein, um Aufmerksamkeit zu bekommen. Tatsächlich sei Polizeigewalt heutzutage nur ein nebensächliches Thema für Afroamerikaner. Nachdem der Afroamerikaner George Floyd im Mai 2020 von einem weißen Polizisten in Minneapolis getötet worden war und es in der Folge zu landesweiten Protesten gegen rassistisch motivierte Polizeigewalt gekommen war, stimmte sie in einem Interview mit Glenn Beck zwar überein, dass der Polizeibeamte ungerechtfertigt gehandelt hatte und es nicht zur Tötung hätte kommen dürfen. Jedoch sollte der Getötete ihr zufolge nicht als Märtyrer gefeiert werden (The fact that he has been held up as a martyr sickens me.); aufgrund seiner früheren Haftstrafen sei ersichtlich, dass er „kein guter Mensch gewesen sei“ (George Floyd was not a good person). Das Interview wurde anschließend vom US-Präsidenten Trump retweetet. Sie machte in einem Tweet außerdem den Philanthropen George Soros und die von ihm gegründete Open Society Foundation für die Proteste verantwortlich; sie behauptete, er würde die in Minneapolis Protestierenden bezahlen. Auf Twitter veröffentlichte sie zudem ein 17-minütiges Video, in dem sie ihre Ansichten zum Fall George Floyd zusammenfasste und das mehrere Millionen Aufrufe generierte. Sie vertritt darin unter anderem den Standpunkt, dass die afroamerikanische Community die einzige sei, die Unterstützung selbst für die Individuen verlange, die kein rechtschaffenes Leben führen (But we are unique in that we are the only people that fight and scream and demand support for the people in our community that are up to no good.). Owens startete eine Online-Spendenaktion für einen Cafe-Besitzer, der sich abfällig über George Floyd geäußert hatte und daraufhin boykottiert wurde; die Crowdfunding-Plattform GoFundMe stellte die Spendenaktion jedoch ein, weil die Unterstützung von Intoleranz auf der Webseite nicht geduldet wird.
Obwohl Verwandte von ihr Sozialhilfe beziehen, tritt Owens für deren Abschaffung ein. In einem Streitgespräch mit Cornel West vertrat Owens den Standpunkt, dass es der schwarzen Bevölkerung der USA in den ersten einhundert Jahren nach der Abschaffung der Sklaverei besser gegangen sei als je später. Schuld am anschließenden Niedergang seien der Sozialismus und die damit einhergehenden sozialstaatlichen Angebote gewesen.

### Feminismus, Abtreibungen, gleichgeschlechtliche Ehe und Transgender-Themen
Owens äußerte sich häufiger kritisch zum modernen Feminismus. Insbesondere kritisierte sie die MeToo-Bewegung, die sich gegen sexualisierte Gewalt richtet, da diese ihr zufolge das Bild vermittelt, dass Frauen „dumm, schwach und inkonsequent“ seien. Sie spricht sich gegen Abtreibungen aus und vergleicht sie mit Mord. Zudem wirft sie Planned Parenthood, einer Organisation, die in den USA unter anderem Schwangerschaftsabbrüche anbietet, vor, das rassistische Ziel zu verfolgen, durch eine überproportional hohe Zahl von Abbrüchen bei schwarzen Frauen die Geburtenrate der afroamerikanischen Bevölkerung zu senken.
Für Aufregung sorgte sie auch, als sie mit Blick auf die Trump-kritischen Komikerinnen Sarah Silverman, Kathy Griffin und Chelsea Handler suggerierte, dass es „bio-chemische“ Auswirkungen habe, wenn eine Frau unverheiratet und kinderlos bleibe.
Owens sieht die gleichgeschlechtliche Ehe als Sünde. Nachdem US-Präsident Trump ein Memorandum unterzeichnet hatte, wonach Transgender-Personen keinen Militärdienst mehr leisten sollen, stimmte Owens zu, dass Transpersonen, die sich gerade in ihrer Transition befinden, nicht dienen sollten. Sie hält Transfrauen für geistig kranke Männer.
Aufsehen erregte ihre ab 2024 verbreitete These, Brigitte Macron, Ehefrau des französischen Präsidenten, sei eine Transgender-Person und in Wahrheit ein Mann; ihr Youtube-Beitrag hierzu wurde millionenfach abgerufen. Dagegen haben Präsident Emmanuel Macron und seine Frau in den USA  2025 eine Verleumdungsklage gegen die Influencerin eingereicht.

### Immigration
Owens spricht sich gegen offene Grenzen und für die von Präsident Trump geplante Grenzmauer an der Grenze zu Mexiko aus. Im August 2018 verwies sie auf die getötete Mollie Tibbetts, die mutmaßlich von einem illegalen Arbeitsmigranten umgebracht wurde, und warf den Demokraten vor, Leben zu opfern, um Stimmen für die Politik der offenen Grenzen zu gewinnen. Daraufhin kritisierte Tibbetts’ Cousin sie, den Tod Mollie Tibbetts’ zum Zweck politischer Propaganda ausgeschlachtet zu haben, und auch eine Lokalgruppe von Turning Point USA rügte sie wegen Belästigung der Familie der Getöteten.
Im September 2018 postete Owens ein Video von sich, in dem sie ein Transitzentrum der United States Immigration and Customs Enforcement (ICE) in Florida besucht. Darin lobt sie, wie die Migranten dort behandelt werden, insbesondere die Kinder, die es besser hätten als viele US-amerikanische Kinder in Chicago, Detroit oder Baltimore. Die Immigrationszentren seien zudem besser ausgestattet als die staatlichen Schulen, die sie selbst besucht habe. Owens wandte sich damit gegen die Kritik, die im Sommer 2018 gegen diese Zentren, vor allem gegen die Unterbringung von Kindern, laut wurde.

### Nationalismus, Globalismus und Kontroverse um Hitler-Kommentar

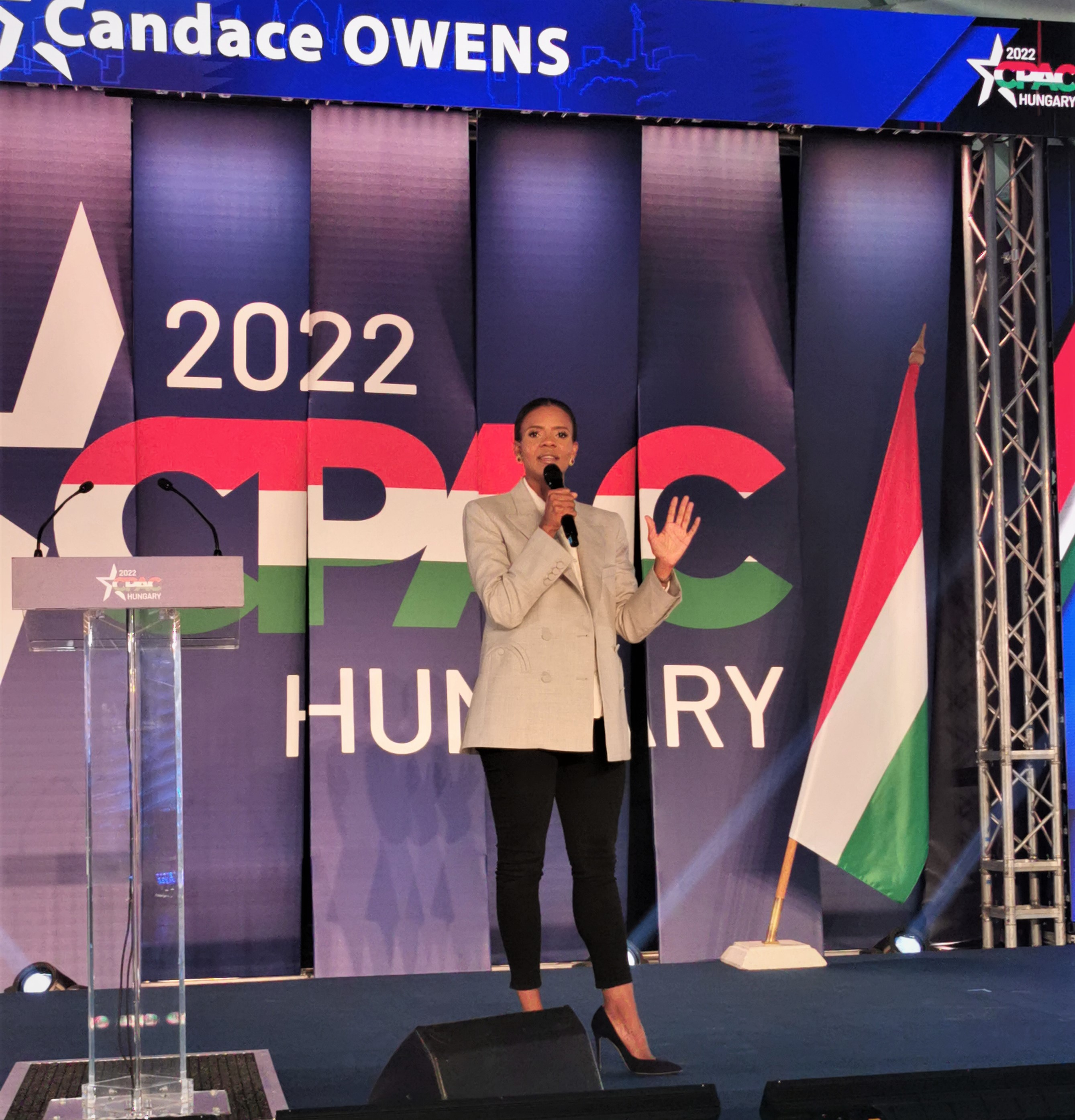
Candace Owens bei der CPAC Hungary 2022

Bei einer Veranstaltung von Turning Point USA im Dezember 2018 sagte Owens, kein Problem mit dem Begriff „Nationalismus“ zu haben, schließlich wolle sie das Gegenteil, den Globalismus, nicht. Der Begriff „Nationalismus“ sei nur durch Eliten vergiftet worden, die eine globalistische Agenda verfolgten. Nationalismus werde in den USA immer mit Adolf Hitler assoziiert. Dass Hitler Nationalsozialist war, wäre laut Owens in Ordnung gewesen, wenn er sich darauf konzentriert hätte, Deutschland großartig zu machen (make Germany great). Das Problem Hitlers sei nur gewesen, dass er seine Vorstellungen außerhalb von Deutschland durchsetzen, sie „globalisieren“ wollte.
Wegen ihrer Kommentare war Owens immenser Kritik ausgesetzt, unter anderem durch Journalisten und Chelsea Clinton. Sie warf linken Journalisten vor, ihre Äußerungen ohne Kontext zu lesen, schob aber auch nach, dass Hitler ein „mörderischer, psychotischer Verrückter“ gewesen sei und dass es keine Entschuldigung für das gebe, was er angerichtet habe.
Im April 2019 spielte der demokratische Abgeordnete des Repräsentantenhauses Ted Lieu eine Tonaufnahme von Owens’ Kommentaren über Hitler in einer Anhörung des Justizausschusses ab, zu der sie geladen war. Er fragte die ebenfalls anwesende Vertreterin der Anti-Defamation League, einer Organisation, die sich gegen Antisemitismus einsetzt, ob Owens’ Rechtfertigung Hitlers nicht genau den weißen Nationalismus fördere, dessen Bekämpfung in der Anhörung thematisiert werden sollte. Dies wurde bejaht. Owens warf Ted Lieu daraufhin vor, anzunehmen, dass „alle Schwarzen dumm [seien] und die Aufnahme nicht in Gänze anhören werden“ (I think it’s pretty apparent that Mr. Lieu believes that black people are stupid and will not pursue the full clip in its entirety). Lieu habe ihre Aussagen ohne Kontext wiedergegeben, um ein falsches Narrativ zu schaffen.

### Klimawandel
Owens bestreitet die Existenz des menschengemachten Klimawandels. Ihr zufolge handelt es sich beim Klimawandel um eine Lüge, die erfunden wurde, um „Amerikanern Dollars abzuknöpfen“, weswegen der Ausstieg der USA aus dem Pariser Klimaabkommen richtig gewesen sei.

### Schusswaffen
Owens ist registriertes Mitglied der Schusswaffen-Lobbyorganisation National Rifle Association (NRA) und betrachtet diese als älteste Bürgerrechtsorganisation der USA, da sie in den 1960er Jahren Afroamerikanern beigebracht habe, Waffen zu benutzen, um sich gegen den Ku-Klux-Klan zu verteidigen. Letzterem wurde in mehreren Publikationen widersprochen.

### COVID-19
In der teils von gewaltsamen Protesten begleiteten Debatte um eine Impfpflicht in Kanada regte sie einen militärischen Einmarsch der USA in Kanada an. Damit solle die „tyrannische Herrschaft von Justin Trudeau“ beendet werden. Trudeau habe „sich im Grunde selbst zum Diktator erklärt“ und führe „einen Krieg gegen unschuldige kanadische Demonstranten“ sowie deren Unterstützer. Bereits 2021 hatte sie sich ähnlich im Hinblick auf Australien geäußert, nachdem dort Corona-Schutzmaßnahmen eingeführt wurden. Später erklärte sie, die Äußerungen seien ein Scherz gewesen, fügte aber hinzu, dass derzeit [während der COVID-19-Pandemie] „eine Wiederholung der frühen Ambitionen von Joseph Stalin, Adolf Hitler, Fidel Castro und Hugo Chavez“ beobachtet werden könne. Das sei das, was sich tatsächlich „unter dem Deckmantel dieser fiktiven ständigen Notwendigkeit, die Ausbreitung [des Virus] zu verlangsamen“, verberge.

## Erwähnung im Manifest des Attentäters von Christchurch
Der rechtsextreme Terrorist Brenton Tarrant, der am 15. März 2019 einen Anschlag auf zwei Moscheen in Christchurch (Neuseeland) mit mindestens 50 Todesopfern beging, bezeichnet Owens in seinem Manifest als die Person, die ihn am stärksten radikalisiert habe. Insbesondere habe sie seinen Glauben an die Bedeutung von Gewalt gestärkt. Owens tweetete in Reaktion auf das Bekanntwerden des Manifests, dass sie nie Inhalte produziert habe, in denen sie ihre Meinung zum Islam oder zum 2. Zusatzartikel zur Verfassung der Vereinigten Staaten, der das Tragen von Schusswaffen betrifft, kundtue. Dass die politische Linke ihr vorwerfe, den Anschlag auf die Moscheen inspiriert zu haben, sei daher absurd. Sie kündigte zudem an, auf derartige Unterstellungen durch die Medien mit Klagen zu reagieren.

## Persönliches und Familie
Im August 2019 heiratete Owens George Farmer, einen britischen Hedge-Fonds-Manager und Chef der Organisation Turning Point UK, in Charlottesville, Virginia.
Dessen Vater Michael Farmer, der ein englischer Adliger und ehemaliger Schatzmeister der britischen Tories ist, besetzte 2013 mit einem Vermögen von über 170 Millionen Euro Platz 522 der reichsten Briten.
Candace Owens ist Mutter zweier Söhne (* 2021 und * 2023) sowie einer Tochter (* 2022). Sie erwartet 2025 ihr viertes Kind.
Im April 2024 konvertierte Owens, die davor Protestantin war, zum Katholischen Glauben, was sie als ein „Heimkommen“ bezeichnete.

## Bibliografie
- Blackout: How Black America Can Make Its Second Escape from the Democrat Plantation. Threshold, New York 2020, ISBN 978-1-9821-3327-6.

## Filmografie
- The Greatest Lie Ever Sold: George Floyd and the Rise and Fall of Blacklivesmatter. 2022, TV-MA, Dokufilm.[118]